# Greifenové

Znak dynastie Greifen

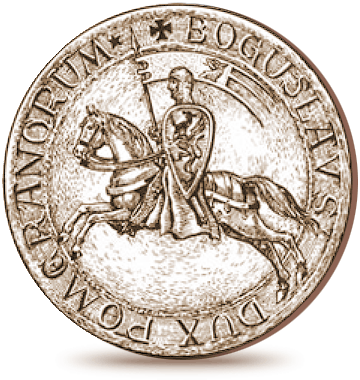
Jezdecká pečeť pomořanského vévody Bohuslava II. (1177-1220) z roku 1214 (s erbovní figurou gryfa na normanském štítě).

Greifenové (německy: Greifen; polsky: Gryfici) byli knížecí dynastií vládnoucí v Západním Pomořansku od 12. do 17. století. Název rodu vznikl v 15. století a pochází od Gryfa, bájného zvířete, jehož rod užíval jako svého erbu od konce 12. století (doložený na pečeti z roku 1214).

## Historie rodu Greifen

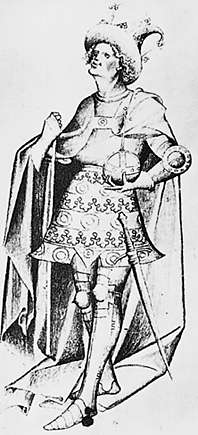
Erik I. Pomořanský

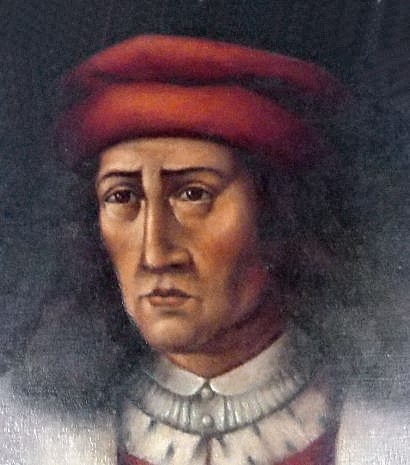
Erik I. Pomořanský

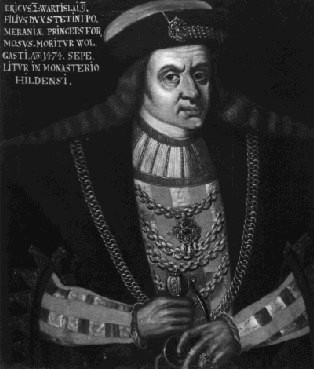
Erik II. Pomořanský

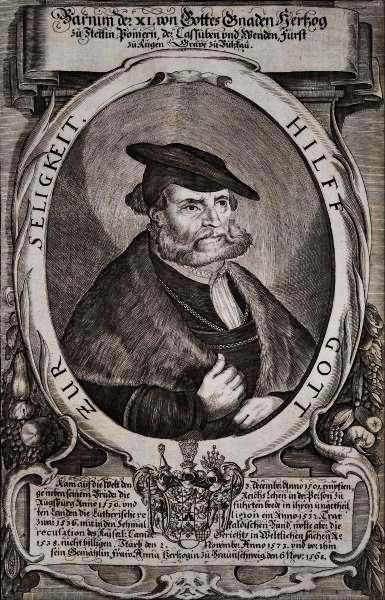
Barnim IX. Pomořanský

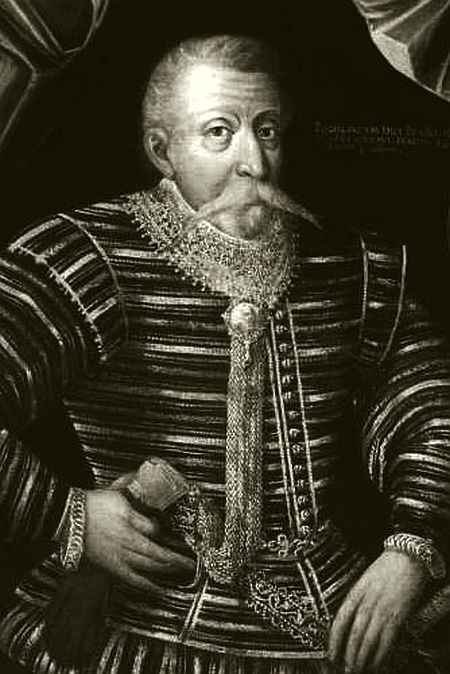
Boguslav XIII. Pomořanský

### Vznik rodu
Geneze rodu Greifen není stále známá. Zcela určitě byli slovanského původu, o jejich kořenech však existuje řada hypotéz. Některé poukazují na to, že Greifenové byli spřízněni s Piastovci, jiné, že měli společného předka s pomořskými Samborovci nebo byli potomky pomořanského knížete Svatobora (Świętobora). Polský kronikář Jan Długosz (1415–80) tvrdil, že pocházeli z malopolského rodu Świebodziců. Rodová tradice se odvolávala na legendárního předka jménem Gryphus nebo Baltus jakožto na prvního představitele rodu.

### Počátky dynastie
Za historického prapředka dynastie se považuje Vartislav (Warcisław) I., který byl rodovým knížetem svázaným s hrady na řece Parsętě – Białogardem a Budzistowem. V letech 1120–1123 ho Boleslav III. Křivoústý učinil svým vazalem a jako léno mu udělil celé Západní Pomoří. Po smrti Vartislava I.,  ke které došlo zřejmě v roce 1135, po něm trůn převzal jeho bratr Racibor I. Současný pomořanský vládce z dynastie Greifen – Boguslav I. započal sbližování dynastie s velkopolskými Piastovci, když se oženil s dcerou Měška III. Starého Anastázií. Musel čelit i nájezdům Dánů, kteří v další generaci učinili Greifeny svými leníky.

### Období pozdního středověku
Po porážce Dánů v bitvě s Němci u Bornhöved v roce 1227 ztratili Dánové nadvládu v Baltu a Greifenové byli podle vůle císaře Fridricha II. Štaufského nuceni uznat závislost na braniborských markrabatech. V té době panoval velmi energický Barnim I., jemuž se podařilo odejmout část Braniborska a znovu sjednotit celé západní Pomořansko. Nemohl však po své smrti v roce 1295 zabránit jeho rozpadnutí na dva státní útvary: knížectví wołogoské a knížectví štětínské. Další dělení a množství mužských členů rodů v 14. století způsobily že wologiské knížectví bylo děleno ještě několikrát. V roce 1331 štětínský kníže Barnim III. Veliký, chtěje se oddělit vlivu Braniborska, dal se pod ochranu papeže. Vologoská knížata zase, aby pozvedli svou mezinárodní prestiž, začali hledat spojenectví u nově vzniklého Polského království Vladislava I. Lokýtka.
Blízké kontakty s polskými králi z dynastie Piastovců měly za následek šanci na získání polského trůnu po smrti Kazimíra III. Velikého. Jeho designovaný nástupce Kazimír IV. zvaný Knížátko, jím byl jako vnuk polského monarchy adoptován a držel mnoho nadání, jež mu umožňovala konkurovat Anjouovcům a otevíraly mu reálné šance na získání uherské koruny po Ludvíku I. Velikém. Pozdější vývoj a dynastická politika tyto plány zhatily.
Královskou korunu získal jiný Greifen, Erik VII. Pomořanský, který v roce 1397 usedl na třech trůnech, spojených v Kalmarské unii – na trůn Dánska, Norska a Švédska jako dědic a potomek po přeslici dánské dynastie Estridssenů (byl pravnukem posledního dánského krále z této dynastie, Valdemara Atterdaga, vnukem jeho starší dcery Ingeborg). Erikova vláda ve Skandinávii skončila neúspěšně, když byl v letech 1439–1442 sesazen s trůnů všech tří království.
V tomtéž století Greifenové participovali ve velké válce s Řádem německých rytířů. Jak linie wołogoská, tak linie štětínská lavírovaly mezi křižáky a polským králem Vladislavem II. Jagellonským, podporujíce politicky tu jednu, tu druhou stranu. V době Třináctileté války tyto diplomatické kličky přinesly knížeti Erikovi II. územní zisky ve Východním Pomořansku, v zemích Lauenburg a Bütow (Lęborsko-Bytowsko).
Ke konci 15. století visela nad dynastií hrozba vymření. V roce 1478 zemřel bez potomků rujanský a wologoský kníže Vartislav X. Ještě předtím, v roce 1464, vyhasla knížetem Ottou III. štětínská větev. Jediným představitelem dynastie v mužské linii tak zůstal syn Erika II. kníže Boguslav X. Díky vztahům s polským královstvím a později se Svatou říší římskou se mu podařilo zabránit připojení Západního Pomořanska k Braniborsku. Provedl základní reformu majetkovou, administrativní i vojenskou a posílil pomořanský stát, vytvořiv z něj jeden státní organismus. Dočkal se rovněž řady dětí, které zajistily trvání dynastie.

### Dynastie v období renesance
Nástupci Boguslava X., Barnim IX. Pobožný a Jiří I. Pomořanský podporovali hospodářský rozvoj vévodství. Po roku 1525 přes vyhlášení Wormského ediktu začali rovněž tolerovat luteránství. v roce 1534 se na sněmu v Trzebiatowu rozhodli přijmout luteránství jako závazní náboženstvív Západním Pomořansku. Reformace měla následně vliv na dynastickou politiku i na zahraniční vztahy vévodství. Greifenové se zapojili do Šmalkaldské ligy a ženili se s členkami rodů Wettinů, Welfů a Hohenzollernů. Přestože vévodství leželo na okraji, významně se rozvíjelo jak hospodářsky, tak kulturně. Nevyhnuly se mu však hrůzy třicetileté války v první polovině 17. století.

### Konec dynastie
Ke konci 16. století začal rod vyhasínat. Vévoda Boguslav XIII. sice ještě měl syny, ale žádný z nich se již potomků nedočkal. Poslední mužský představitel Greifenů – Boguslav XIV – musel ještě krátce před smrtí čelit okupaci Západního Pomořanska císařskými vojsky Albrechta z Valdštejna a později, nemaje šanci na úspěšný odpor, uznat protektorát Švédska.
Boguslav XIV. zemřel v roce 1637, aniž reálně vládl ve svém panství. To podle dynastické smlouvy z Grimnitz z roku 1529 mělo připadnout Hohenzollernům. Bylo však rozděleno na dvě okupační pásma – švédské a braniborské.
Poslední představitelka dynastie, dcera Boguslava XIII. Anna Pomořanská (Anna de Croy), zemřela v roce 1660.